# 삼성 타워팰리스 2차
삼성 타워팰리스 2차(영어: Tower Palace Two)는 대한민국 서울특별시 강남구 도곡동 도곡역 앞에 위치한 2개의 초고층 주상복합 마천루 단지이다. 설계는 미국의 건설업체 스키드모어, 오윙스 앤드 메릴이 맡았고, 개발은 삼성물산이 개발했고 E, F로 구성된 초고층 아파트들로 구성되어 있다.
타워는 탑을 가리키고 팰리스는 궁전을 가리킨다. 1999년에 착공하여 2002년에 삼성 타워팰리스 1차 완공 이후 2003년에 완공하였고 같은 해 2월에 입주하였다. 대한민국에서 1차에 이어, 2차가 건설된 초고층 주상복합 단지이다.

## 역사
초기 당시 공군사관학교 소속 부지는 철거하고 1994년 무렵부터 삼성그룹이 이곳에 신사옥을 지을 계획이였고 1997년 닥친 IMF 외환 위기 등으로 인해 신사옥 건설은 무산되었다. 42층부터 93층까지의 타워팰리스를 계획하였으나 매우 부정적이였고 2000년에 E, F동이 착공하여 2003년에 완공되었다. 2016년에 전국 최고가 전세를 기록하였다.

## 건물

### 구성
타워 팰리스 2차(영어: Tower Palace Two) 건물은 2000년 착공하여 2003년 완공된 두 개의 건물로 E, F동이 여기에 해당한다. 둘 다 지상 55층, 191m의 쌍둥이 건물이다.
| 동 명칭 | 층수 | 높이 |
| ------- | ---- | ---- |
| E동     | 55F  | 191m |
| F동     | 55F  | 191m |

### 특징
2개동이 있고 아파트 813가구와 오피스텔 148실로 구성되어 있다. 외부에는 나무가 있으며 공간이 편하고 29평에서 100평까지 있다. 대한민국 국민들이 입주하는 아파트이며 그 사람들이 생각하는 타워팰리스의 초고층 주상복합 아파트는 '비싼 아파트', '초고층 아파트'라고 생각한다.

## 시설
이 아파트는 E동과 F동의 시설은 지하주차장, 로비, 아파트, 오피스텔이 있다. 총주차대수는 2376대 및 세대당주차대수는 2.47대, 난방방식은 지역난방 및 난방연료는 열병합, 면적은 92m2 ~ 326Cm2, 용적율 923% 및 건폐율은 39%, 최고층 55층 및 최저층 10층이 있다. E동은 GX룸, 카페, 휴게실, 독서실, 놀이방, 게스트룸, 연회장이 있고 F동은 실내수영장, 사우나, 스크린 골프연습장, 헬스장, 노래방, 클럽하우스, 테라스 카페 등이 있다. 지하에는 코인세탁실이 있다.

### E동
| 층수      | 용도                                                                        |
| --------- | --------------------------------------------------------------------------- |
| 33F ~ 54F | 아파트                                                                      |
| 32F       | 아파트, 기계실                                                              |
| 13F ~ 31F | 아파트                                                                      |
| 11F ~ 12F | 아파트, 기계실                                                              |
| 10F       | 오피스텔, 기계실                                                            |
| 3F ~ 9F   | 오피스텔                                                                    |
| 2F        | 주민공동공간, 클럽하우스, GX룸, 휴게실, 독서실, 노래방, 게스트룸, 연회장 등 |
| 1F        | 로비                                                                        |
| B6 ~ B1   | 지하주차장, 동아리방, 코인 세탁실 등                                        |

### F동
| 층수      | 용도                                                                    |
| --------- | ----------------------------------------------------------------------- |
| 33F ~ 54F | 아파트                                                                  |
| 32F       | 아파트, 기계실                                                          |
| 11F ~ 31F | 아파트                                                                  |
| 3F ~ 10F  | 아파트                                                                  |
| 2F        | 사우나, 수영장(4레인+유아풀), 스크린 골프연습장, 헬스장, 테라스 카페 등 |
| 1F        | 로비                                                                    |
| B6 ~ B1   | 지하주차장, 동아리방, 탁구장, 코인 세탁실 등                            |

## 대중문화
- 2012년에 개봉한 영화 R2B: 리턴투베이스에 삼성 타워팰리스의 단지들이 나온다.
- 2018년에 개봉한 영화 독전에 삼성 타워팰리스의 단지들이 나온다.

## 갤러리

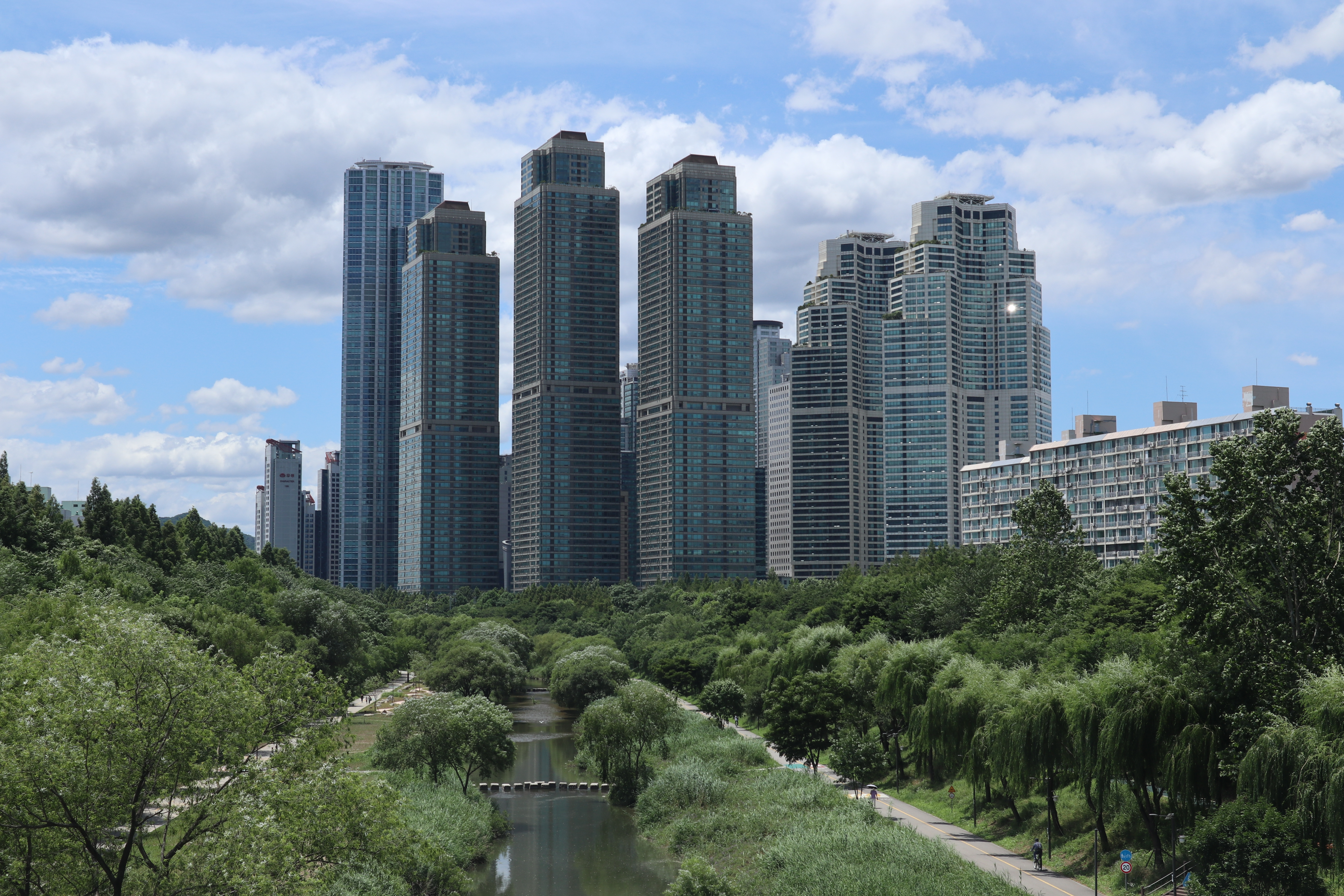
삼성 타워팰리스 단지들.
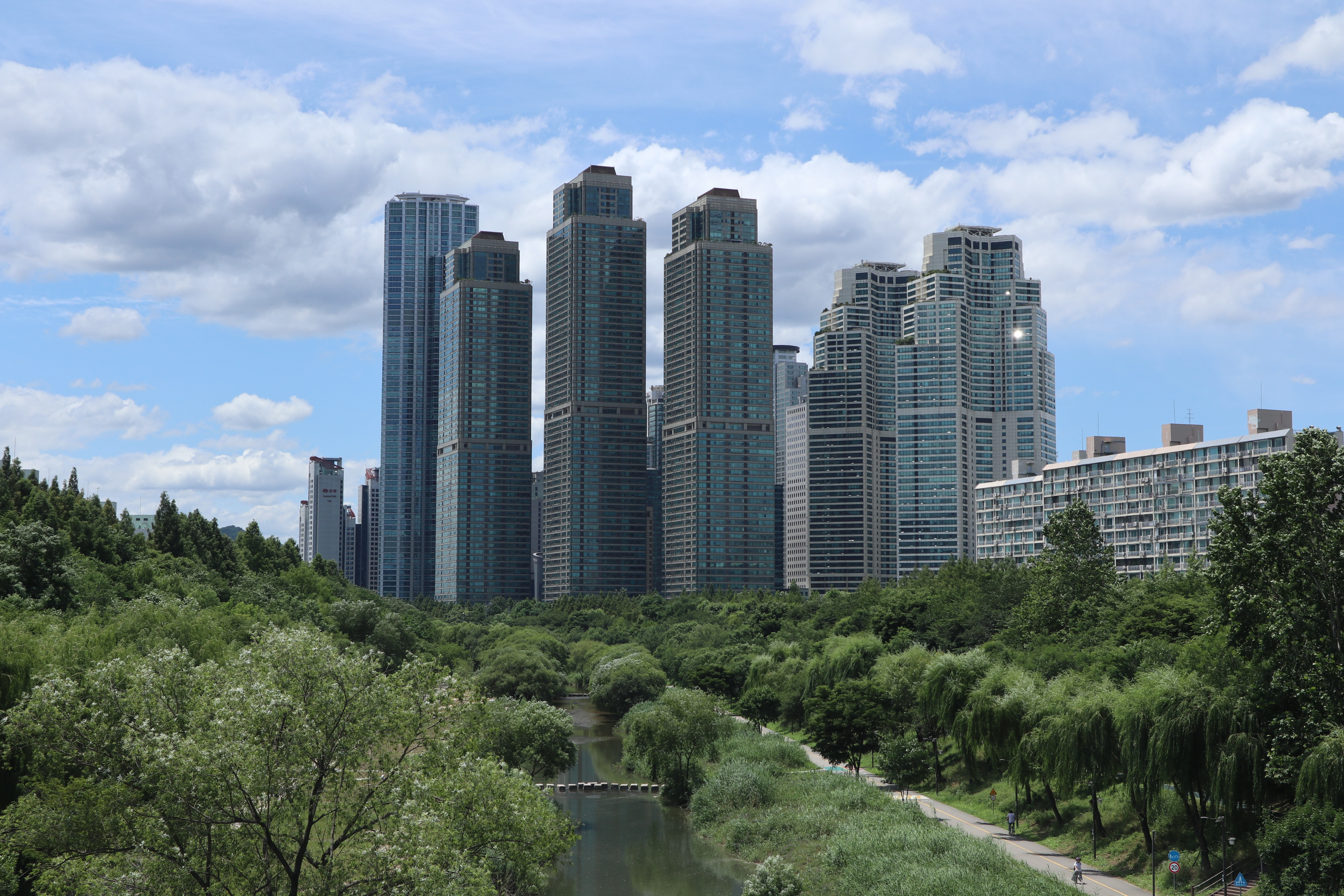
삼성 타워팰리스 단지들.
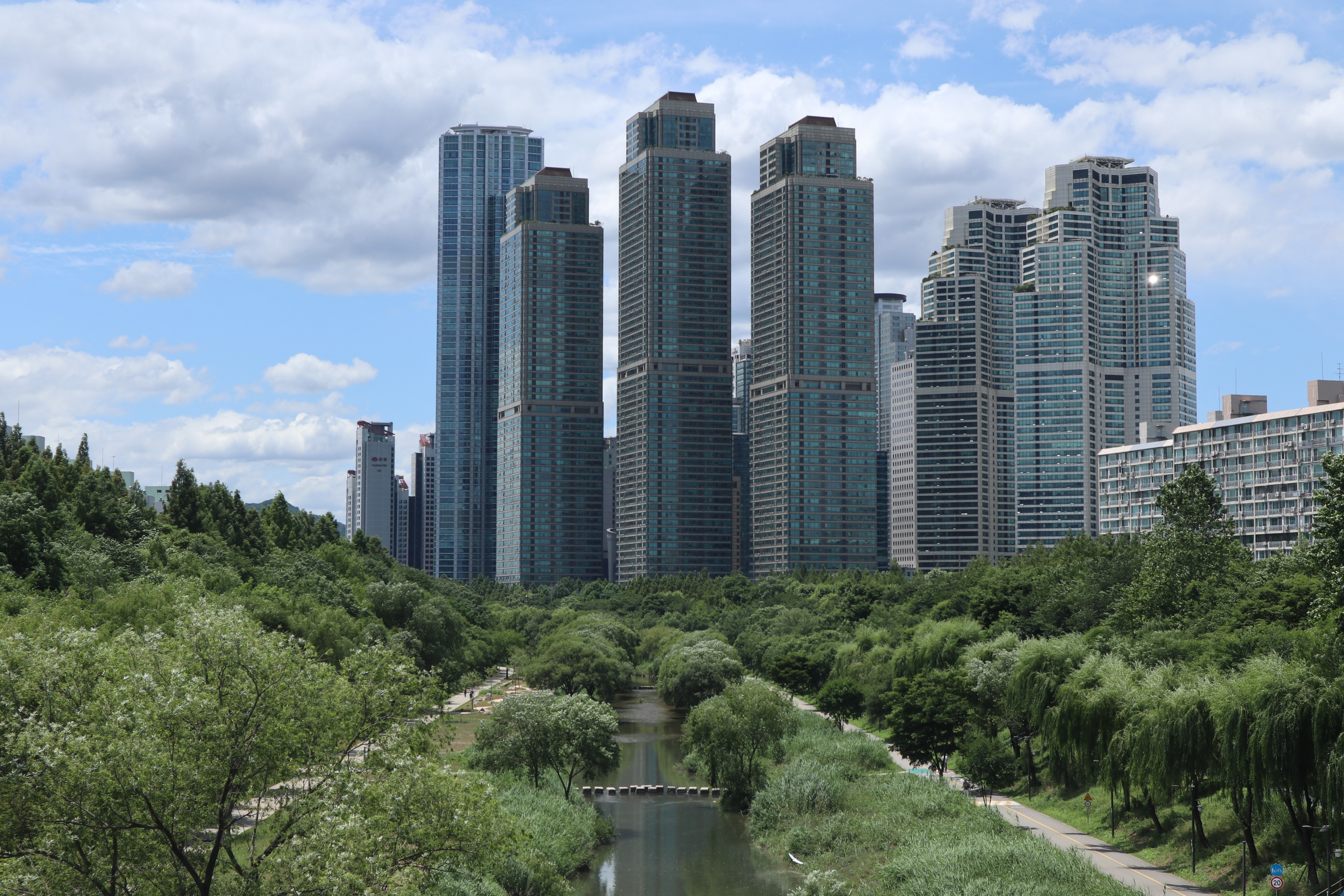
삼성 타워팰리스 단지들.
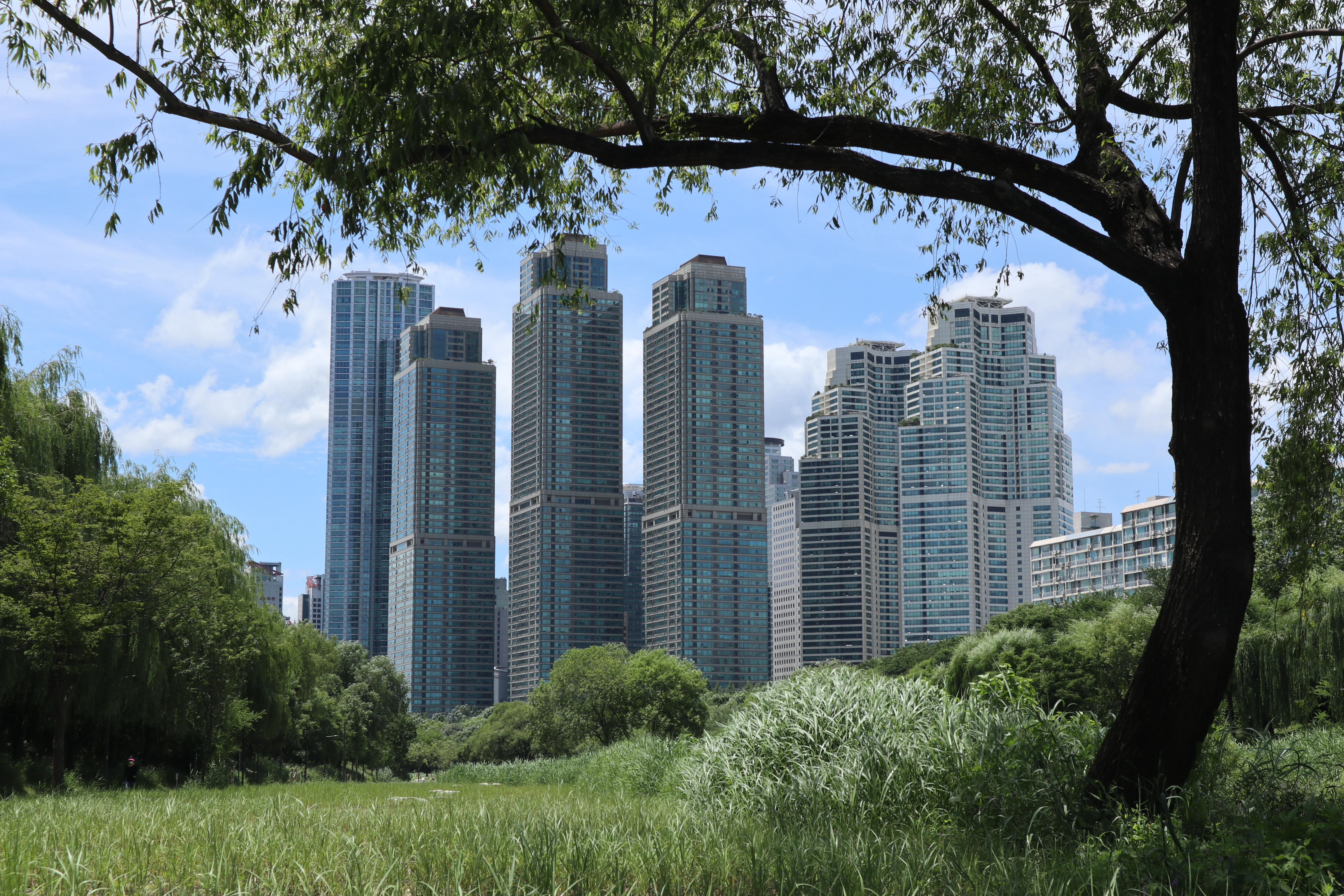
삼성 타워팰리스 단지들.
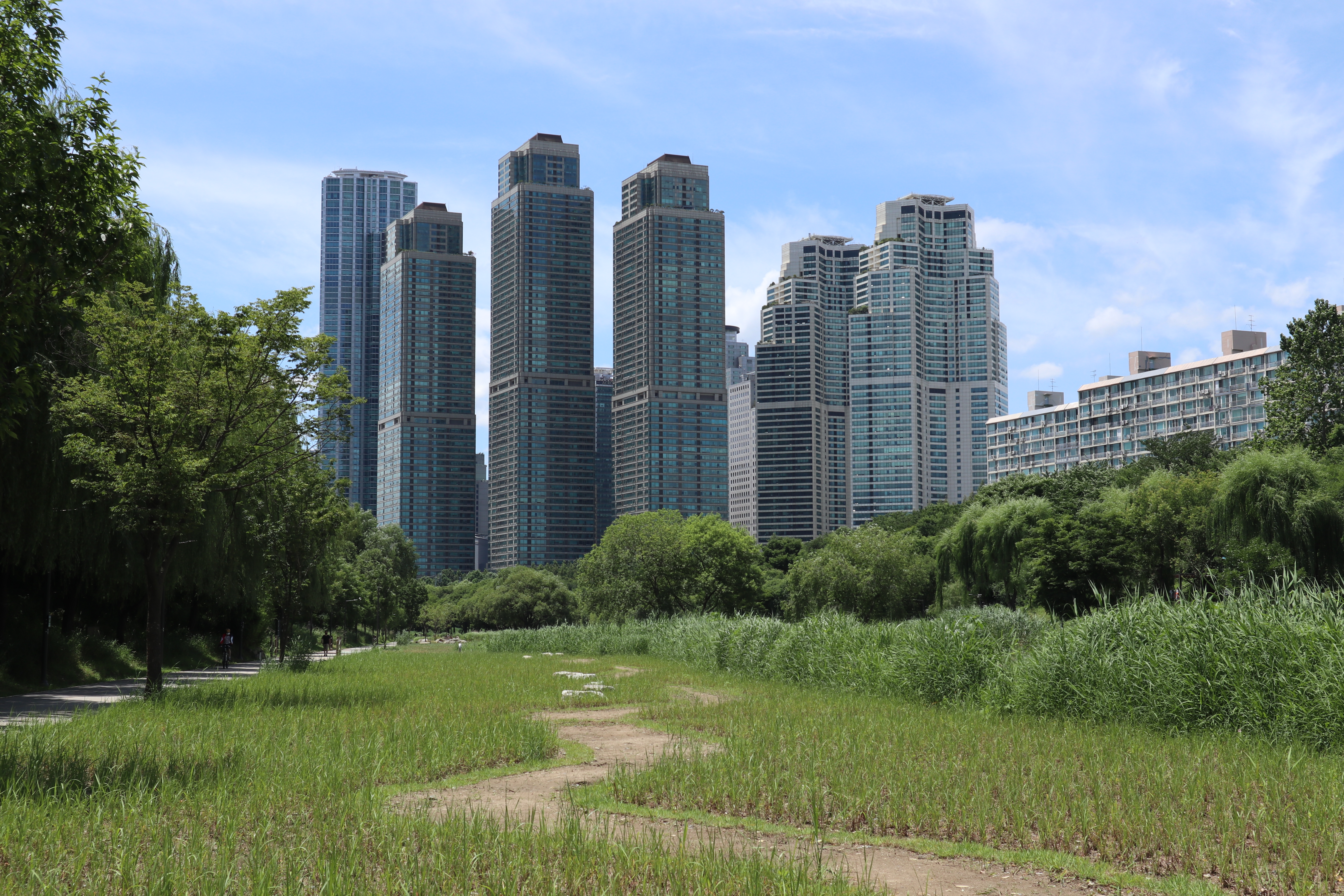
삼성 타워팰리스 단지들.
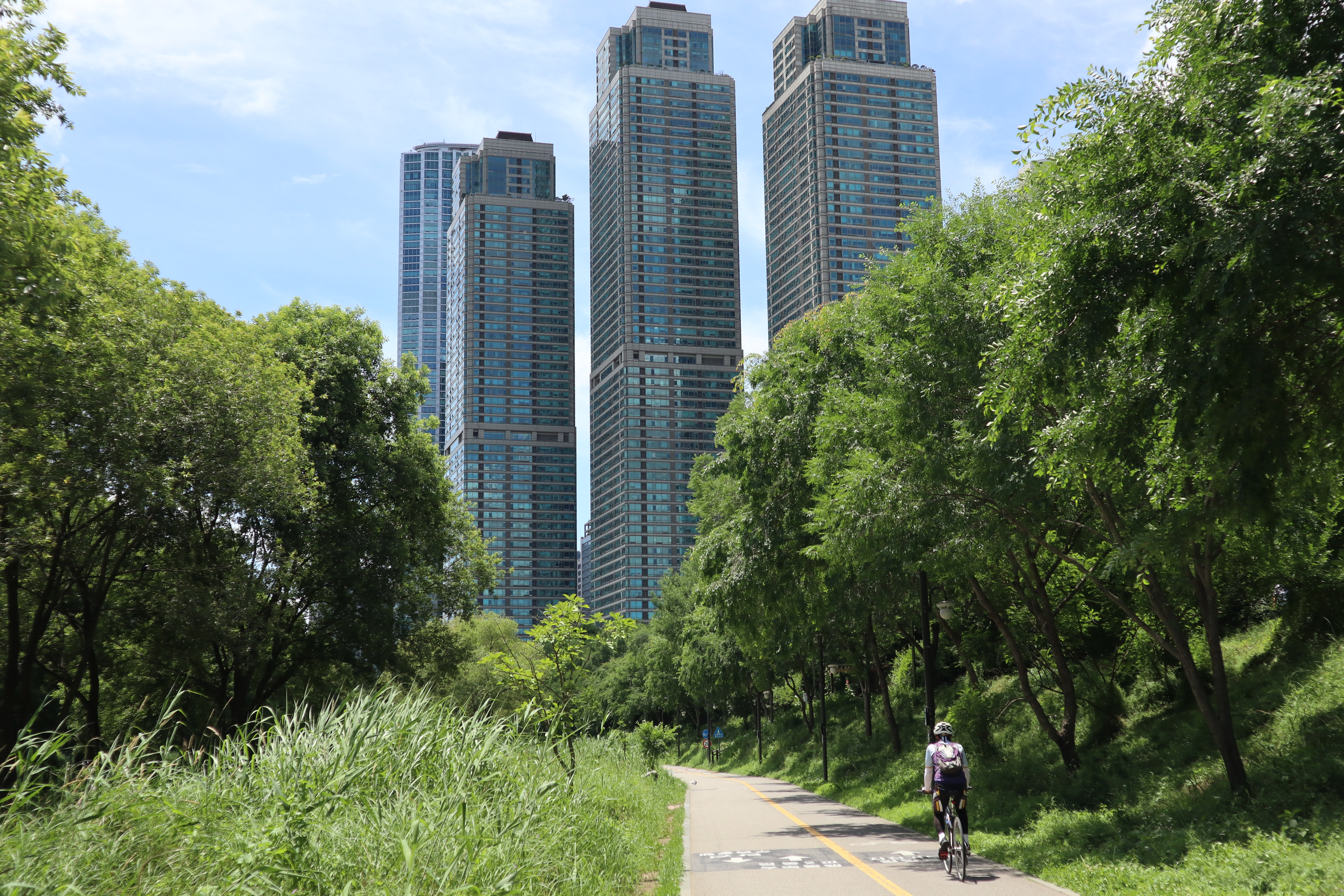
삼성 타워팰리스 단지들.
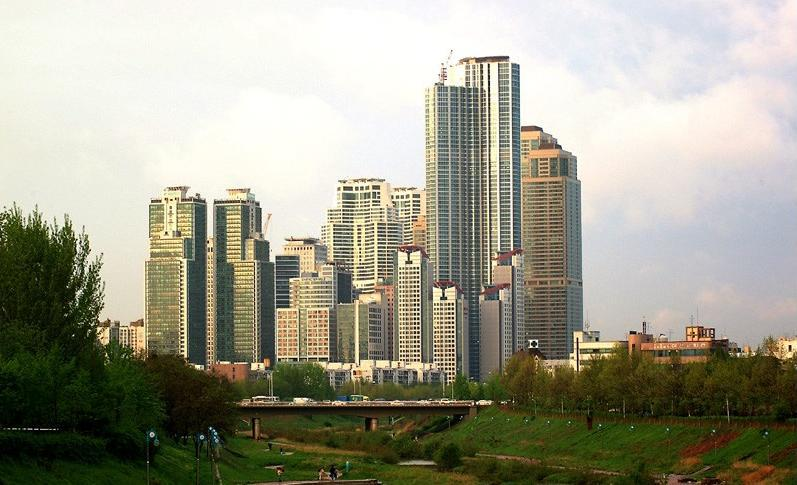
양재천에서 본 타워팰리스 단지 전경.
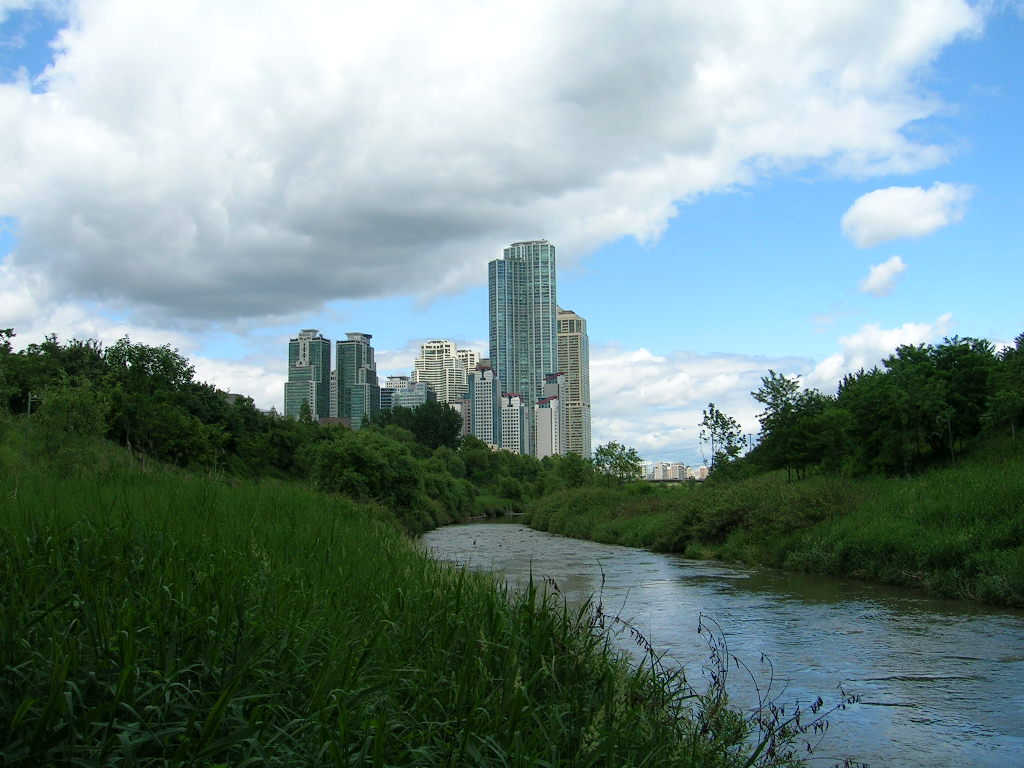
타워 팰리스 단지 전경. (2006년)
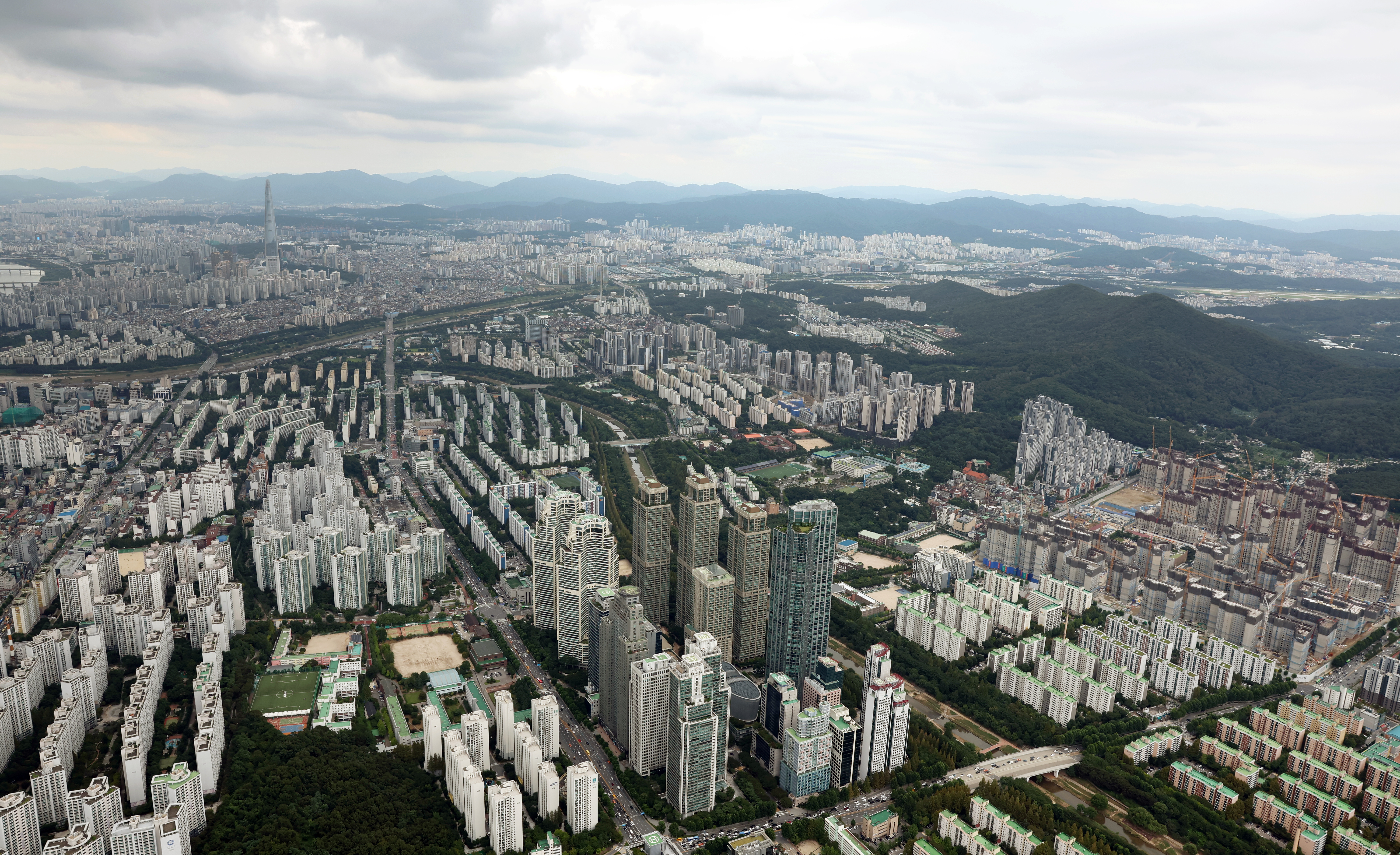
삼성 타워팰리스 단지들.

## 같이 보기
- 삼성 타워팰리스
- 대한민국의 마천루 목록
- 서울특별시의 마천루 목록
- 서울 강남구의 마천루 목록